# فردریک لموین
فردریک لموین، (به فرانسوی: Frédéric Lemoine) (زاده ۲۷ ژوئن ۱۹۶۵) کارآفرین، اقتصاددان و مدیر ارشد اجرایی فرانسوی است، که در حال حاضر به‌عنوان مدیر عامل اجرایی شرکت ویندل فعالیت می‌نماید. وی از اعضای هیئت مدیره شرکت سن-گوبن نیز می‌باشد.